# Walter Kieber
Walter Kieber (Feldkirch, 20 de fevereiro de 1931–Vaduz, 21 de junho de 2014) foi um advogado e figura política de Liechtenstein que serviu como primeiro-ministro de Liechtenstein de 1974 a 1978.

## Biografia
Kieber nasceu em 20 de fevereiro de 1931 em Feldkirch, Áustria, filho do oficial das Ferrovias Federais Austríacas (ÖBB) Alfons Kieber e de sua mãe Elisabeth Brandauer. Ele cursou o ensino fundamental e médio em Bregenz antes de estudar direito na Universidade de Innsbruck a partir de 1950, onde obteve doutorado em 1954.
Em 1955, Kieber ingressou no escritório de advocacia Marxer & Partner Rechtsanwälte como sócio dirigido por Ludwig Marxer.   Após a morte de Marxer em 1962, Kieber, o sócio Adulf Peter Goop e o filho de Ludwig, Peter Marxer, assumiram o controle da empresa e supervisionaram sua expansão para a maior do Liechtenstein.

## Primeiro-ministro do Liechtenstein

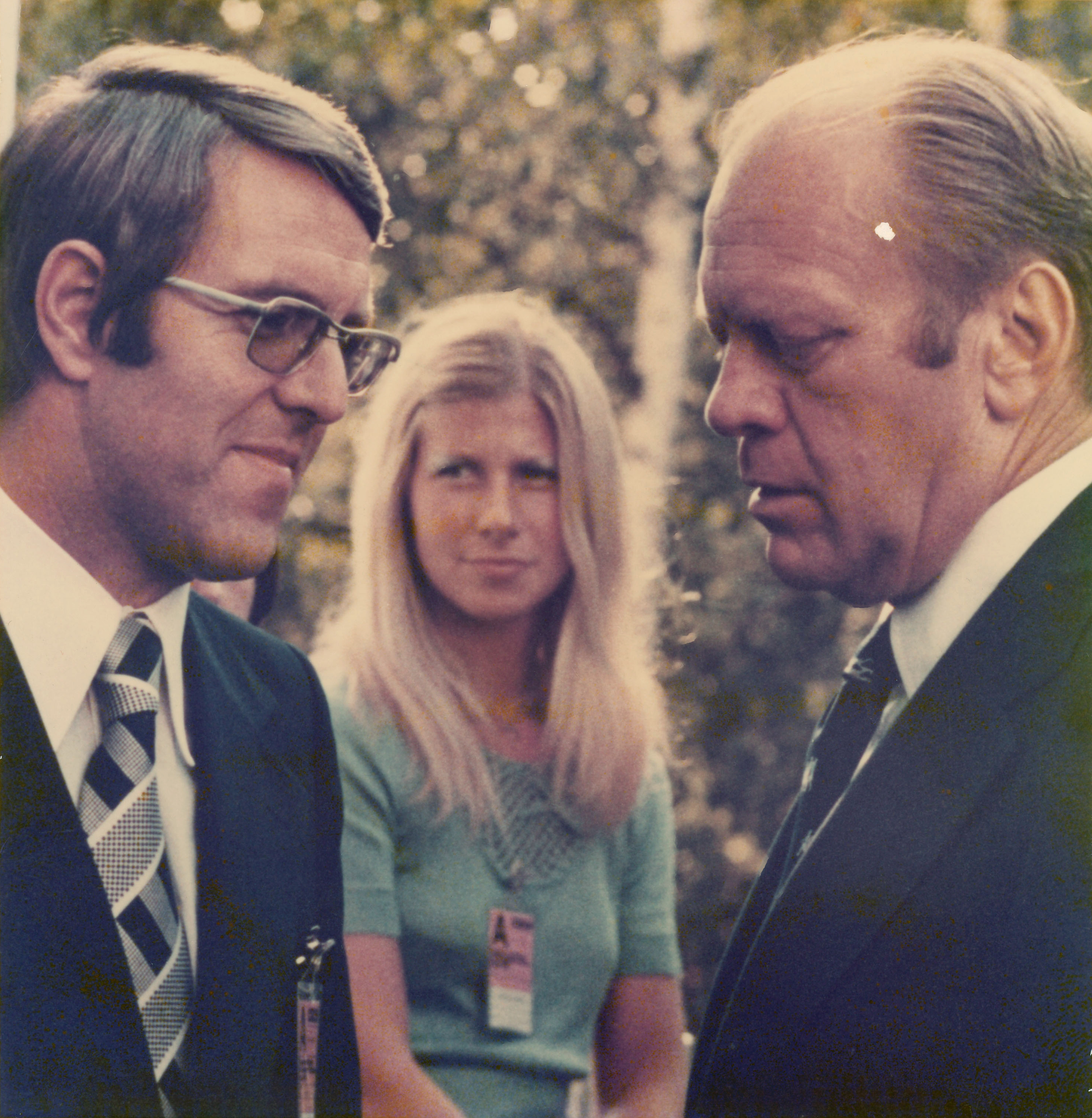
Kieber com Gerald Ford em 1º de agosto de 1975

Kieber foi vice-primeiro-ministro do Liechtenstein de 18 de março de 1970 a 27 de março de 1974, sob Alfred Hilbe. Kieber foi primeiro-ministro de Liechtenstein, servindo de 27 de março de 1974 a 26 de abril de 1978. As eleições gerais de 1974 em Liechtenstein resultaram na vitória do Partido dos Cidadãos Progressistas e Kieber foi nomeado primeiro-ministro.
Em 1975, foi signatário dos Acordos de Helsínquia para criar a Conferência para a Segurança e Cooperação na Europa, a precursora da atual OSCE. Ele também conseguiu a ascensão total do Liechtenstein ao Conselho da Europa em 1978.
O Partido dos Cidadãos Progressistas perdeu as eleições gerais de Liechtenstein em 1978 e Kieber serviu novamente como vice-primeiro-ministro a partir de 26 de abril de 1978 sob Hans Brunhart. Ele renunciou a pedido de Francisco José II em 1 de julho de 1980.

## Vida posterior

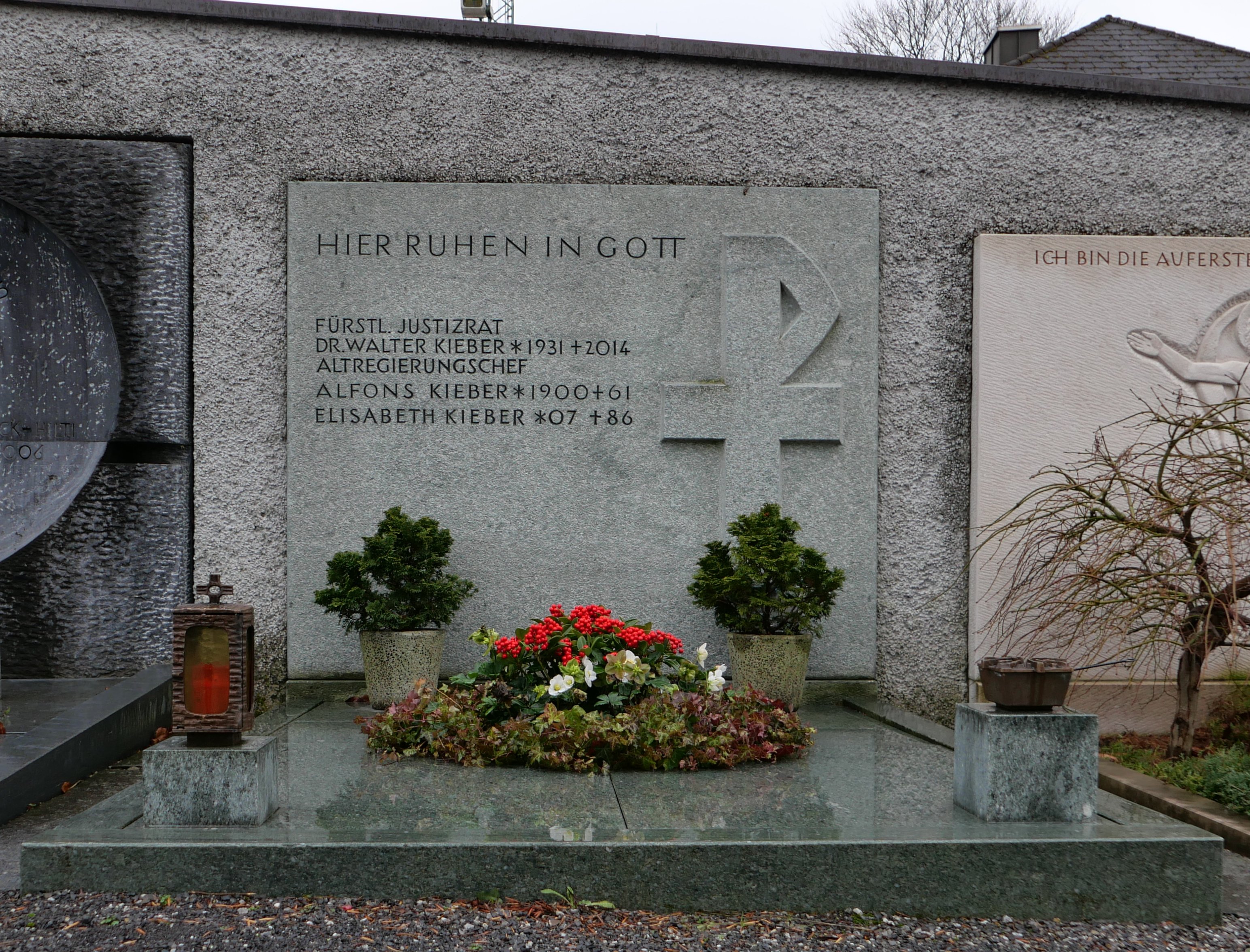
Túmulo de Keiber no cemitério deSchaan.

Em 1993, Kieber foi cofundador do Centrum Bank AG em Vaduz e foi membro do conselho de administração do banco até 2001. Ele foi presidente da Ordem dos Advogados de Liechtenstein de 1992 a 1997.

## Vida pessoal
Kieber casou-se com Selma Ritter (nascida em 10 de setembro de 1934) em 16 de abril de 1959. Eles tiveram dois filhos juntos.
Kieber morreu em 21 de junho de 2014, aos 83 anos

## Honras
- Áustria: Condecoração de Honra por Serviços à República da Áustria (1975)[17]
- Liechtenstein: Grã-Cruz com Diamantes da Ordem do Mérito do Principado do Liechtenstein (2003)[17]